# 安西勒
安西勒（法語：Aincille，法語發音：[ɛ̃sil]）是法国大西洋比利牛斯省的一个市镇，位于该省西南部，属于巴约讷区。

## 地理
安西勒（43°8'41"N, 1°11'43"W）面积6.26 平方千米，位于法国新阿基坦大区大西洋比利牛斯省，该省份为法国东南部省份，涵盖了贝阿恩与北巴斯克，西临大西洋比斯開灣，北至朗德省，东北接热尔省，东临上比利牛斯省，南与西班牙接壤。
与安西勒接壤的市镇（或旧市镇、城区）包括：旧圣让、阿阿克斯-阿尔谢特-巴斯卡桑、萨罗、埃斯泰朗叙比、圣米歇尔。
安西勒的时区为UTC+01:00、UTC+02:00（夏令时）。

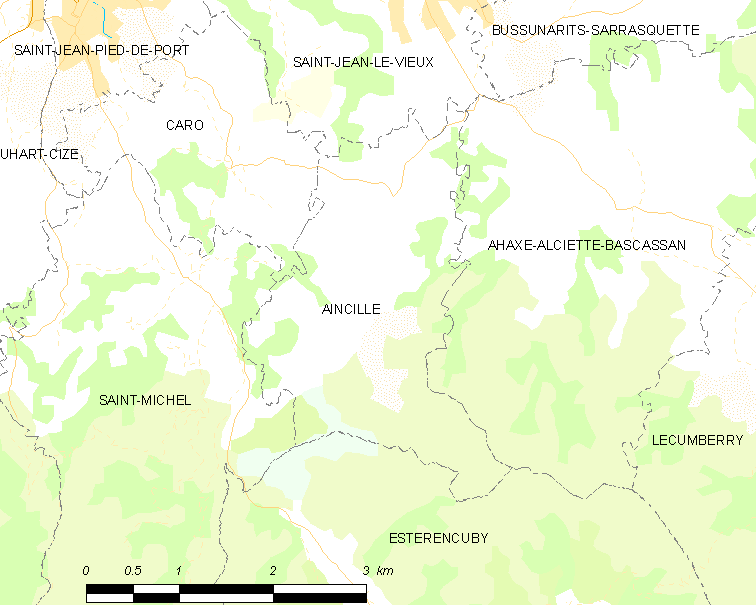
安西勒的OSM定位图

## 行政
安西勒的邮政编码为64220，INSEE市镇编码为64011。

## 政治
安西勒所属的省级选区为巴斯克山地县。

## 人口

1962-2008年间安西勒人口变化图示

安西勒于2022年1月1日时的人口数量为114人。